# ヒヒイロカネ
ヒヒイロカネは、偽書『竹内文書』に出てくる金属とされるものである。オカルティストが「古史古伝における太古日本の伝説の金属または合金」と主張している。麻原彰晃がオウム真理教設立前にオカルト雑誌『ムー』で取り上げていた。
緋緋色金、日緋色金とも表記し、火廣金（ヒヒロカネ）、ヒヒイロガネ、ヒヒイロノカネとも呼称し、青生生魂（アポイタカラ）はヒヒイロカネを指すといわれる。様々なフィクションに登場する。なお実在するベリリウム銅合金が特徴として近い。
新宗教の宗教的なモチーフであるにもかかわらず、日本のサブカルチャーにおいて頻繁に用いられている。

## 『竹内文書』での設定
古文書を模した偽書とみられる『竹内文書』によれば、神武天皇以後の御世ではかなり希少な金属になっており、祭祀用の鈴や剣、装身具、富山県の皇祖皇太神宮本殿の屋根などに用いられたが、時代とともに資源が枯渇したのか、精錬技術が失われていったのか、雄略天皇の時代に日の神十六菊形紋の鏡を二枚作ったのを最後にヒヒイロカネは精錬されなくなったとされている。
ヒヒイロカネは現在ではその原料も加工技術も失われたが、太古日本（神武天皇の御世以前＝ウガヤ王朝期）では現在の鉄や銅と同様のごく普通の金属として使用されていたとされる。特に合金としてよく出来たものは神具の材料として使われたという。三種の神器もヒヒイロカネで作られているとされる。
その比重は金よりも軽量であるが、合金としてのヒヒイロカネは金剛石（ダイヤモンド）よりも硬く、永久不変で絶対に錆びない性質をもつという。また常温での驚異的な熱伝導性を持ち、ヒヒイロカネで造られた茶釜で湯を沸かすには、木の葉数枚の燃料で十分であったとも伝えられている。
- 太陽のように赤い金属とも、輝く金属とも言われる。
- 触ると冷たい。
- 表面が揺らめいて見える。
- 磁気を拒絶する。

## 酒井勝軍とヒヒイロカネ
酒井勝軍による調査で、草薙の剣ほかヒヒイロカネ製の装飾品を竹内巨麿邸にて発見し、酒井が主宰した月刊誌『神秘之日本』に発表している。その時、酒井が竹内邸で発見したヒヒイロカネ製の装飾品のかなりが「錆びて」おり、酒井が加工することで本来の輝きを取り戻したとされ（八幡書店刊『竹内文献資料集成』に写真が掲載されている）、ヒヒイロカネとはいえ本当に永久不変ではなく、保存状態が悪いと錆びてしまうらしいが、なぜ酒井がヒヒイロカネの加工技術を知っていたかは酒井の家族ですら知らない。なお、世界最高の切れ味を誇るといわれる日本刀の加工技術も、ヒヒイロカネの加工技術が一部使われていると酒井らは考えていた。
古代ギリシャに伝わるオリハルコンとヒヒイロカネは同一の物質であり、ともに「生きた金属＝オーラを発する」と酒井は述べている。酒井自身が「これこそがヒヒイロカネである」と仲間に語った物質は岩手県で産出する餅鉄であるが、これは鉄の含有率の高い単なる磁鉄鉱である。

## オウム真理教とヒヒイロカネ
オウム真理教の麻原彰晃は、雑誌『ムー』1985年11月号（第60号）に、「幻の超古代金属ヒヒイロカネは実在した!?」という記事を投稿した。その中で、酒井勝軍の足跡を辿り、岩手県釜石市でヒヒイロカネを発見したと称した。さらに、そこで酒井の隠された予言を知ったとした。
オウム真理教では、酒井がヒヒイロカネであるとした餅鉄を大量に用意しており、これを邪気を吸収するエネルギーを持つ霊石「ヒヒイロカネ」と称してイニシエーションに用いていた。